# Гібридний електричний автобус

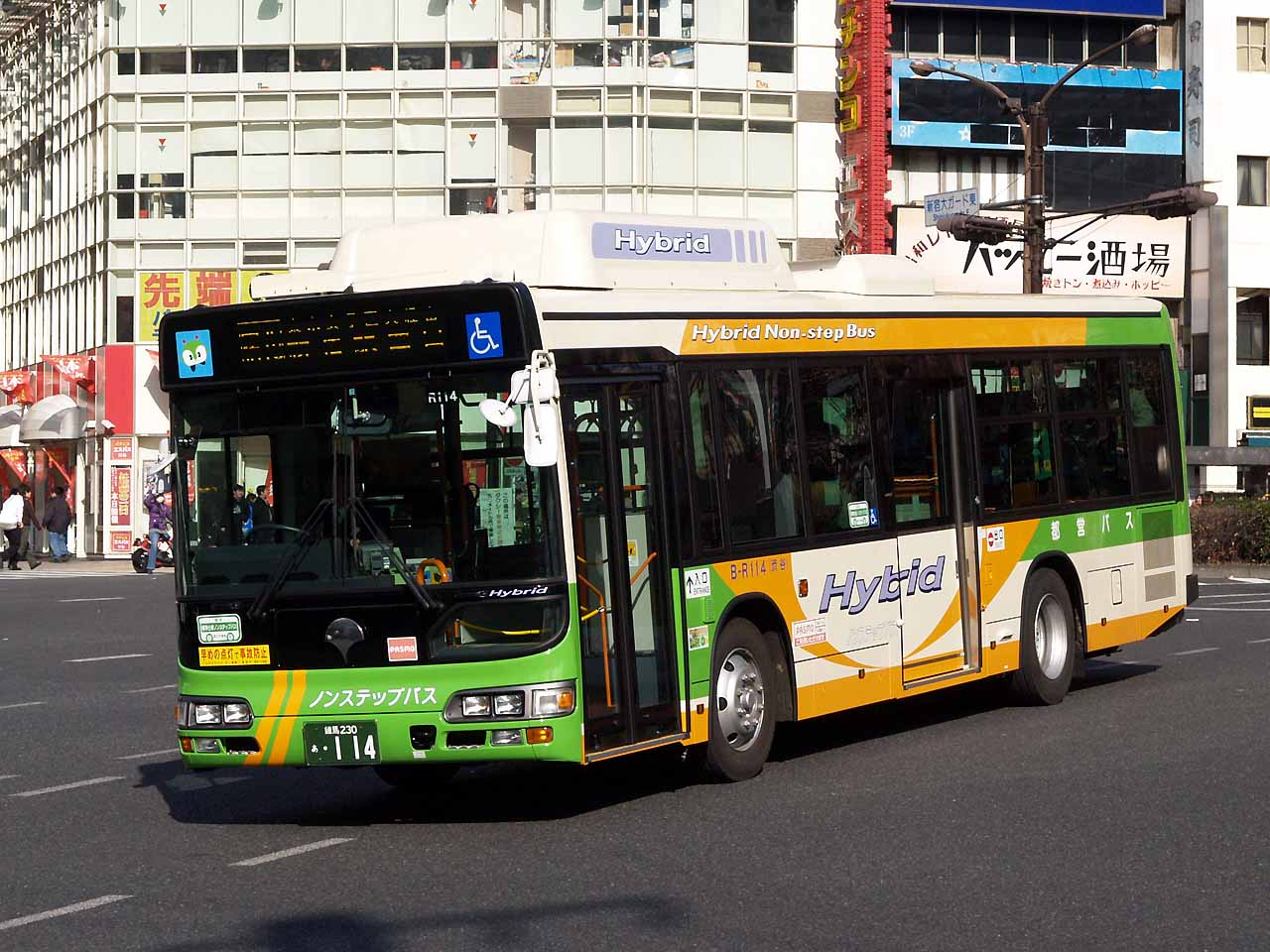
— гібридний дизель-електричний автобус компанії Hino Motors.

Гібридний електричний автобус (гібридний дизель-електричний автобус) — це автобус, який поєднує в собі звичайну систему двигуна внутрішнього згоряння з електричною силовою установкою. У цьому типі автобусів зазвичай використовується дизель-електрична трансмісія.
Впровадження гібридних електромобілів та інших екологічних транспортних засобів в галузі громадського транспорту є частиною глобальної схеми «зеленого транспорту».

## Силова установка

### Типи гібридної трансмісії
Гібридний електричний автобус може мати як паралельний силовий агрегат (наприклад, Volvo B5LH), так і серійний силовий агрегат (наприклад, деякі версії Alexander Dennis Enviro400 MMC).

### Plug-in гібриди
Підключаємі (plug-in) гібридні шкільні автобуси почали використовуватись у 2003 році в Ролі, штат Північна Кароліна, коли компанія «Advanced Energy» почала налагоджувати комунікацію з місцевою владою та з виробниками по всій країні, щоб зрозуміти потреби обох. Ці зусилля довели технічну та ділову доцільність співпраці. У результаті у 2005 році вдалося забезпечити фінансування від NASEO [Архівовано 4 лютого 2021 у Wayback Machine.] для розробки й виготовлення до 20 автобусів. Отриманий запит на придбання від «Advanced Energy» був виграний компанією «IC Bus», які представили новий продукт, створений спільно з «Enova». Ці автобуси добре зарекомендували себе під час випробувань: хоча й лише в конкретних умовах, але споживання палива скоротилося на 70%.
Міністерство енергетики США оголосило про вибір корпорації Navistar для розробки, тестування та впровадження гібридних електричних шкільних автобусів, на що було виділено близько 10 мільйонів доларів. За проєктом треба було в трирічний термін розмістити 60 гібридних транспортних засобів у шкільних автобусних парках по всій країні. Ці автобуси зможуть працювати в електричному або гібридному режимі, а також заряджатимуться за допомогою стандартної електричної розетки. Оскільки електроенергія буде їхнім основним паливом, вони будуть споживати менше пального, ніж звичайні транспортні засоби. Для розробки шкільного автобуса PHEV компанія «Navistar» випробує ряд гібридних двигунів та оцінить вдосконалені пристрої накопичення енергії з метою розробки автомобіля з 65-кілометровою дальністю пробігу на електричній тязі. Поїздки на дистанції більше, ніж 65 км, буде забезпечувати дизельний двигун, здатний працювати на відновлюваному паливі.

### Трибридний автобус
- Трибридні автобуси розроблені Університетом Гламоргана, Уельс. Вони живляться від водневого палива або сонячних елементів, акумуляторів та ультраконденсаторів[8].

## Забруднення повітря та викиди парникових газів
У звіті, підготовленому Університетом Пердью, пропонується застосовувати більше гібридних дизельних електричних автобусів та палива, що містить 20% біодизеля (BD20). Це ще більше зменшить викиди парникових газів та споживання нафти.

## Виробники

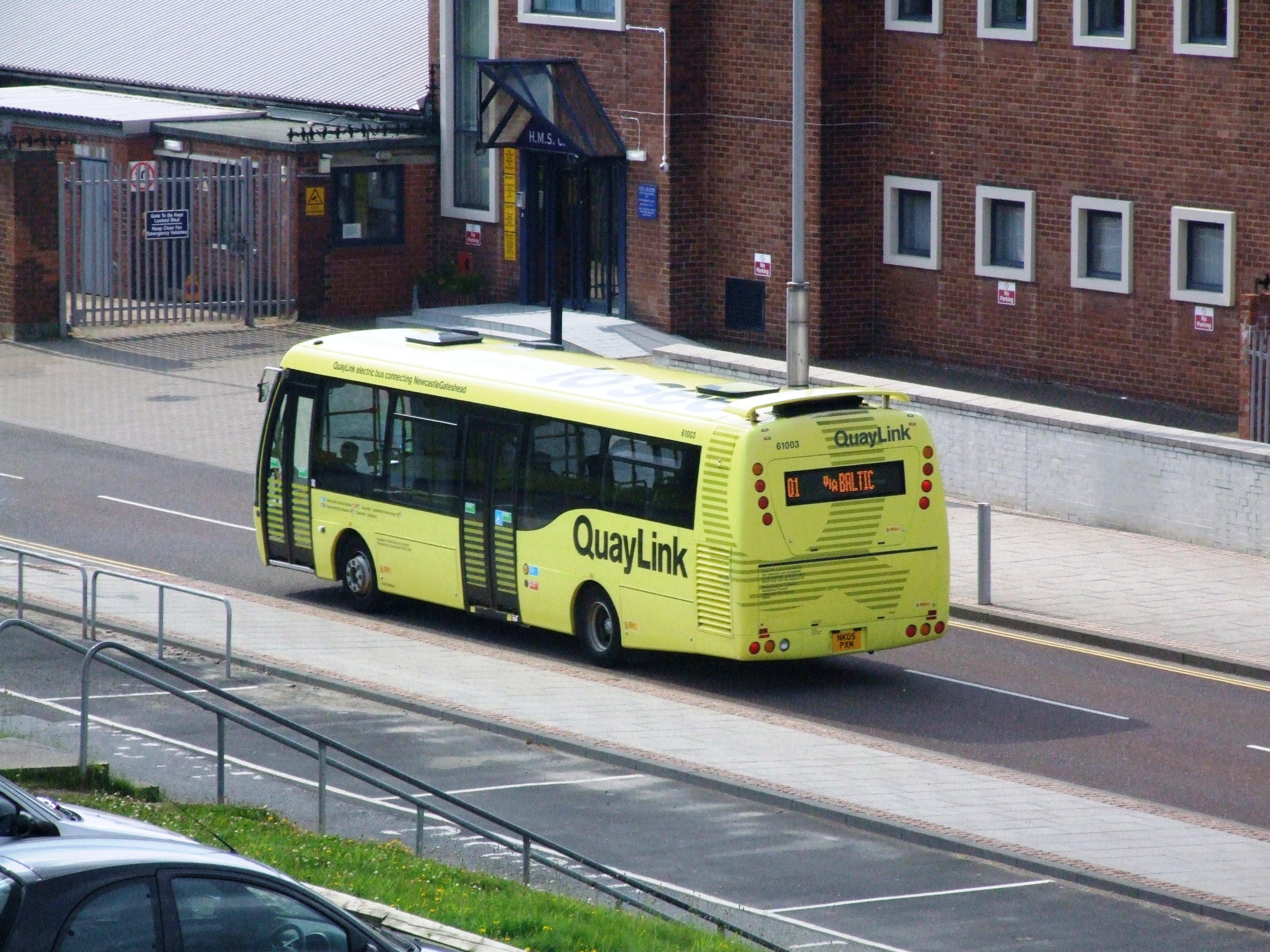
Газотурбінний електричний автобус в Тайн-енд-Вір, Англія.

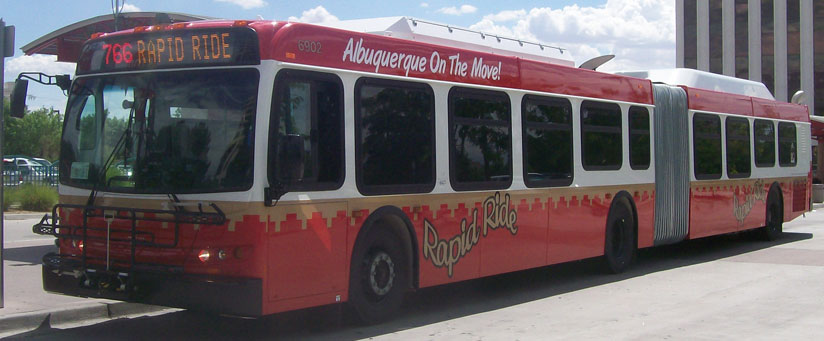
Гібридний автобус DE60LFR від компанії, Канада.

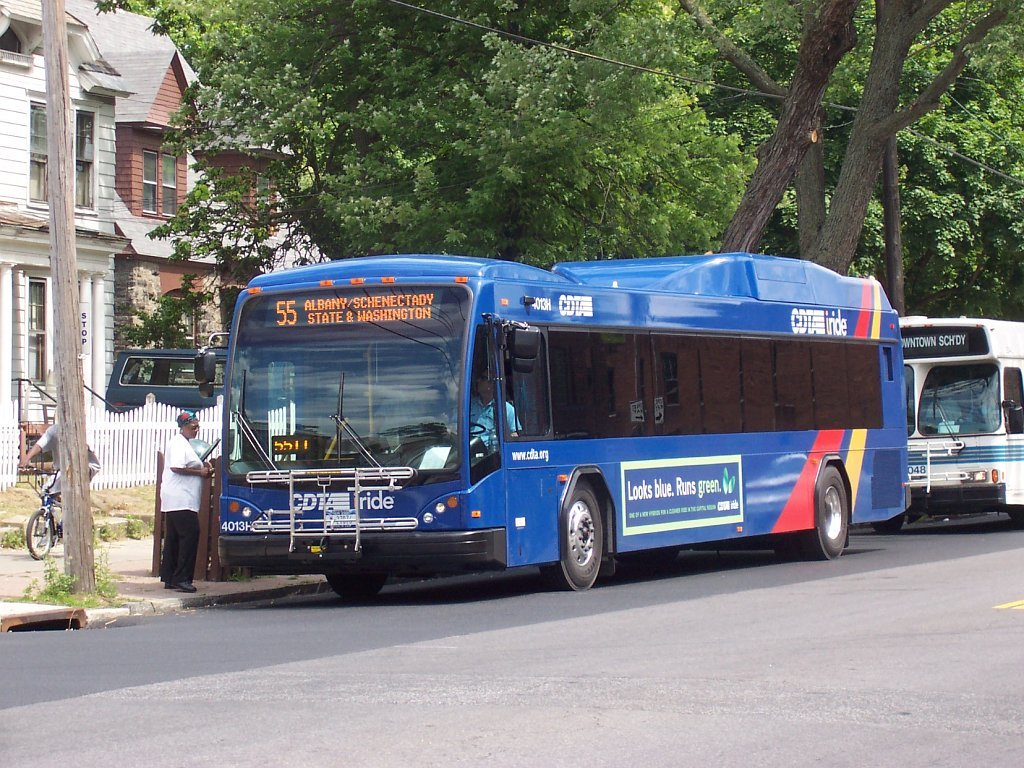
Гібрид від компанії, США.

Зараз у світі основними виробниками дизель-електричних гібридних автобусів є компанії Alexander Dennis (Велика Британія), Azure Dynamics (Канада), Ebus [Архівовано 24 лютого 2021 у Wayback Machine.], Eletra [Архівовано 27 січня 2021 у Wayback Machine.] (Бразилія), New Flyer Industries (Канада), Tata (Індія), Gillig (США), Motor Coach Industries (США), Orion Bus Industries (Канада), North American Bus Industries (Канада), Mitsubishi Fuso (Японія), MAN (Німеччина), Environmental Performance Vehicles (США), BAE Systems (Велика Британія), Volvo Buses (Швеція), VDL Bus & Coach (Нідерланди), Wrightbus (Північна Ірландія), Castrosua [Архівовано 14 лютого 2021 у Wayback Machine.], Tata Hispano (Іспанія) та багато інших.
У 2006 році компанія Nova Bus (Канада), яка раніше випускала гібрид RTS, додала опцію дизель-електричного гібриду до своєї серії LFS. Також у Великій Британії Wrightbus представив розробку лондонського «Двопалубного автобуса» — нову інтерпретацію традиційних червоних автобусів, що є характерною особливістю британської столиці. Автобус Wright Pulsar Gemini HEV має невеликий дизельний двигун з електричним накопичувачем (літій-іонний акумулятор). Використання 1,9-літрового дизельного двигуна замість типового 7-літрового в традиційному автобусі демонструє серйозні переваги серійних гібридів в умовах надзвичайно щільного міського трафіку. Випробування в Лондоні показали зниження викидів CO2 на 31% та економію пального в межах 40% порівняно з автобусами, що відповідають екологічному стандарту «Євро-4».
Крім того, в 2005 році General Electric представила свою гібридну електричну коробку перемикання передач. У 1997 році Toyota заявила про початок експлуатації гібридного автобуса Coaster на японському ринку. В травні 2003 року компанія General Motors розпочала всеамериканський презентаційний тур для представлення гібридних електробусів, розроблених спільно з компанією «Allison». Кілька сотень цих автобусів тепер щодня виїжджають на маршрути в США. Гібридний автобус Hino Blue Ribbon City Hybrid був представлений компанією Hino, філією Toyota, в січні 2005 року. У 2002 році Mitsubishi Fuso покращили дизель-електричний гібридний автобус шляхом впровадження літієвих акумуляторів. З тих пір ця модель використовується в кількох японських містах.
З 1999 року гібридні електробуси з газотурбінними генераторами були розроблені кількома виробниками в США та Новій Зеландії. Найбільш вдалою розробкою став автобус компанії DesignLine з Нової Зеландії. Уперше ця модель автобусу почала використовуватись в комерційних перевезеннях в Крайстчерчі в 1999 році. Пізніше ці ж моделі щоденно перевозили пасажирів у Токіо, Окленді, Гонконзі та Ньюкасл-апон-Тайні.
Список колишніх виробників гібридних автобусів:
- ISE Corporations Thundervolt (заява про банкрутство в 2010 році);

- Azure Dynamics (заява про банкрутство в 2012 році).

### Трансформація
Компанія Ford Motor переробляє в plug-in (підключаємі) автобуси нові транспортні засоби й ті, що були у використанні. Для цього використовують авто з двигунами внутрішнього згоряння та звичайні гібридні електричні автобуси.

## Компанії-перевізники, що використовують гібридні електробуси
По всьому світу існує велика кількість компаній, які використовують гібридні електричні автобуси для пасажирських перевезень, зокрема в США, Канаді, Китаї, Гонконгу, Індії, Ірані, Пакистані, Японії, Філіппінах, Сингапурі, Білорусі, Німеччині, Угорщині, Норвегії, Румунії, Великій Британії, Іспанії, Швеції, Словенії, Франції, Італії, Бельгії, Австрії, Швейцарії, Польщі, Люксембурзі, Єгипті, Аргентині, Новій Зеландії, Бразилії, Мексиці, Колумбії.